# 20 Y.O.
20 Y.O es el noveno álbum de estudio de la cantante estadounidense Janet Jackson. Fue lanzado por primera vez en Japón el 20 de septiembre de 2006 por Virgin Records. Su título hace referencia a su tercer álbum de estudio Control (1986), y es una conmemoración de su vigésimo aniversario. 20 Y.O representa la "celebración de la alegre liberación y el estilo musical histórico" de Control. Para un álbum de R&B y música dance, Jackson reclutó a una variedad de productores para trabajar en el material, incluidos Jermaine Dupri, Manuel Seal, The Avila Brothers y No I.D., además de sus socios de toda la vida Jimmy Jam y Terry Lewis.
20 Y.O recibió críticas mixtas de críticos musicales, y algunos de ellos cuestionaron la participación de Dupri. El álbum debutó en el número dos del Billboard 200, lo que lo convierte en el octavo álbum consecutivo entre los tres primeros y el segundo álbum debut consecutivo en el número dos. La Recording Industry Association of America (RIAA) lo certificó platino, convirtiéndose en el octavo álbum de platino consecutivo de Jackson. En todo el mundo, el álbum ha vendido 1,5 millones de copias. 20 Y.O obtuvo una nominación al Premio Grammy al Mejor Álbum de R&B Contemporáneo en 2007.

## Antecedentes y desarrollo

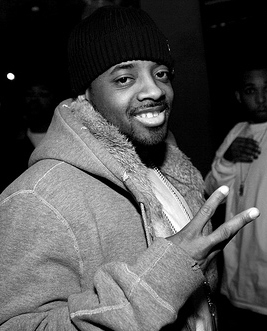
Jermaine Dupri (en la foto) recibió el encargo de ser el productor ejecutivo de 20 Y.O. en 2005.

En 2004, Jackson actuó en el espectáculo de medio tiempo del Super Bowl XXXVIII con el artista invitado Justin Timberlake, quien accidentalmente expuso su seno derecho.
Un mes después, lanzó su octavo álbum de estudio, Damita Jo. El álbum debutó en el número dos del Billboard 200, fue certificado Platino por la Recording Industry Association of America (RIAA) y vendió más de tres millones de copias en todo el mundo.
Sin embargo, sus sencillos recibieron una difusión mínima debido a una lista negra de música y videos de Jackson en muchos canales de música y formatos de radio causada por las legalidades que rodearon el incidente. A finales de 2004, Jackson anunció que tenía la intención de comenzar a trabajar en el proyecto de un nuevo álbum el próximo año. 
Involucraría a su entonces novio, el productor discográfico Jermaine Dupri, a quien se le encargó la producción ejecutiva del proyecto, además de una lista de otros productores. Dupri dijo en ese momento,

"Para este disco todo será baile. Se trata de 'Control', 'Nasty', ritmos duros y melodías memorables. Está dirigido a sus fans, personas que extrañan bailar, personas que extrañan ver videos bailando. Estos [artistas más jóvenes] son descuidados, no se lo toman tan en serio como ella. No ensayan durante las horas que ella lo hace. Es un asunto serio para ella, su familia y sus hermanos. Es importante que los niños vean eso y le devuelvan la vida".

20 Y.O. se convirtió en el último álbum de Jackson con Virgin Records y marcó el final de una historia discográfica de trece años con el sello.

## Grabación y producción
Para el álbum, Jackson se reunió con sus antiguos colaboradores Jimmy Jam y Terry Lewis para trabajar con ella y Dupri. Las conversaciones entre el grupo comenzaron antes de diciembre de 2005, cuando elaboraron los primeros temas, y la composición y grabación comenzaron en serio en febrero. La discusión se centró en cómo se sentía Jackson durante la grabación de su tercer álbum de estudio Control en 1986 . "Empecé a hacer preguntas como: '¿Cómo era la sensación de la vida cuando tenías 20 años?' Estaba tan intrigado con lo que estaba pasando en su vida entonces que pensé que su álbum debería llamarse así". Dupri y Jam estuvieron de acuerdo, dijeron que tenía sentido como concepto porque significaba una sensación de rejuvenecimiento para ella, añadiendo: "Una sensación de esa emoción que tiene la gente cuando tiene 20 años, cuando su vida comienza". Terminó diciendo que Jackson tenía esa misma sensación de "hambre y emoción" que tenía cuando estaba joven".

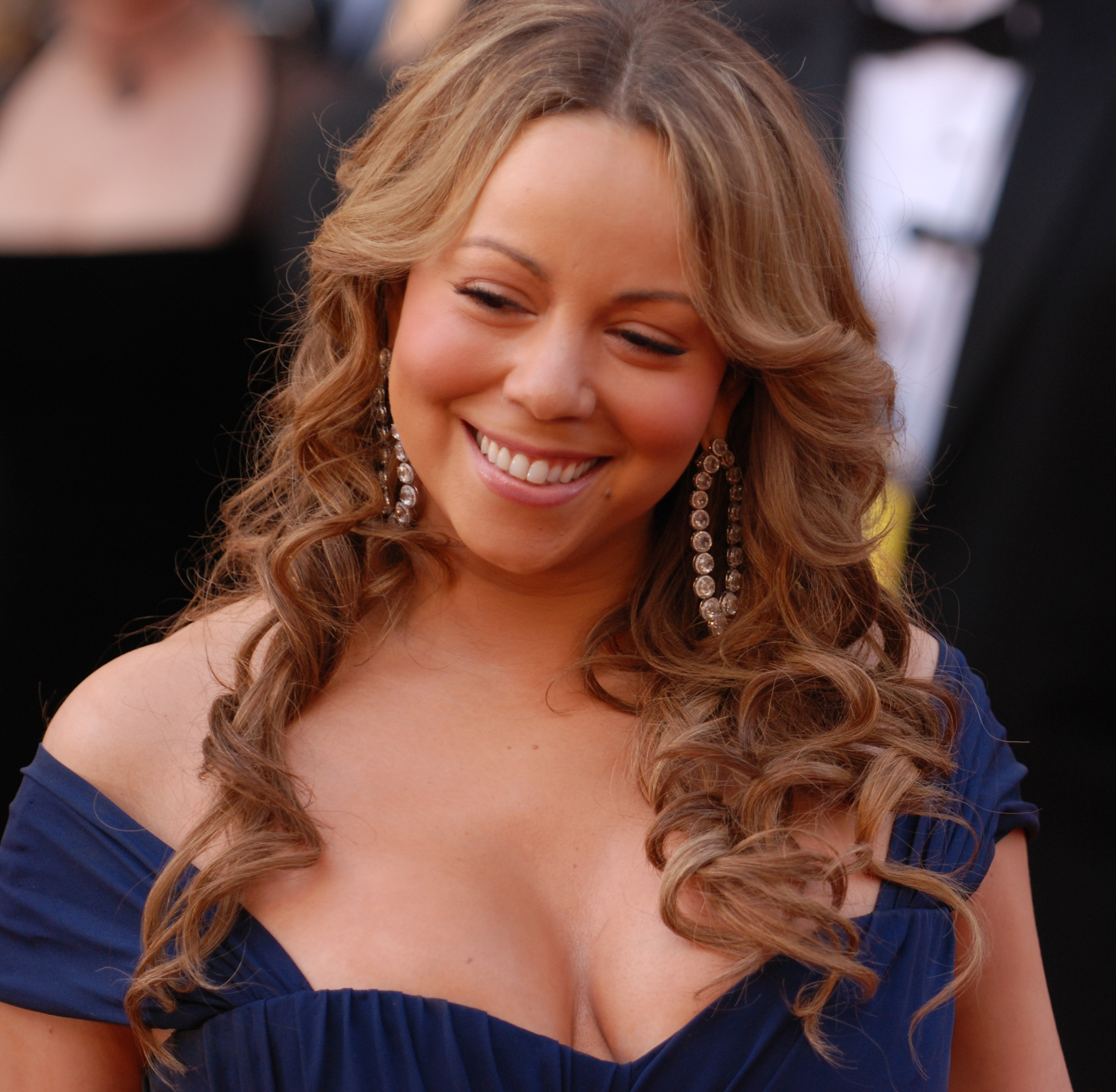
Se planeó un dueto con Mariah Carey (en la foto) para el álbum.

Dupri también demostró la posibilidad de hacer un dueto con Jackson y la cantante estadounidense Mariah Carey para el álbum. Carey comentó en abril de 2006: "Nunca me habló de eso, pero si Jermaine tiene un concepto, deberíamos ir y escribir algo". Amo a Janet. Soy un gran admirador de Janet desde 'Con-tro-ol!'". Más tarde, Dupri dijo que cuanto más se acercaba al dúo de Jackson y Mariah, más sabía dónde debería estar, y explicó que sentía que iba a suceder. "Depende de qué tan rápido se mueva mi mente. Estamos mezclando discos de [20 Years Old]. Aún no hemos terminado. Cuando hice el álbum My Way de Usher, el último disco que creé fue 'You Make Me Wanna...' Estoy pensando que podría volver a entrar y podría alterarlo. [...] Tenemos que intentar resolverlo", comentó. Sin embargo, el dúo nunca llegó a buen término.

## Lanzamiento y promoción

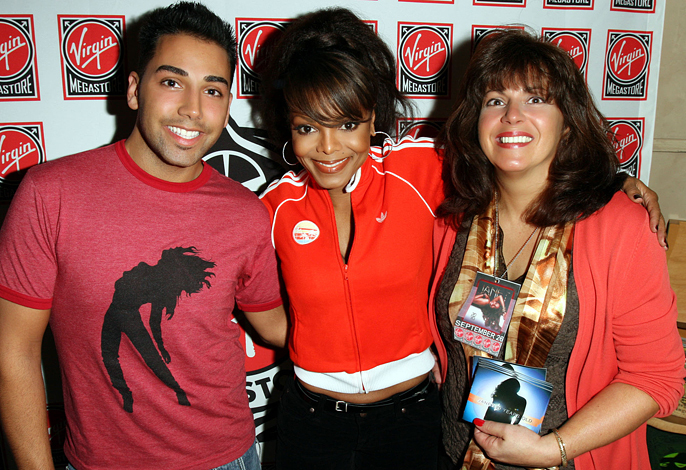
Matthew Zeghibe, ganador del concurso de portadas de "Design Me", con Jackson y un invitado en el lanzamiento de 20 Y.O. en Virgin Megastore en la ciudad de Nueva York en 2006.

20 Y.O debutó en el Billboard 200 de EE. UU. en el número dos con 296.000 copias vendidas en su primera semana, detrás del álbum Release Therapy de Ludacris. Esto fue considerablemente menor que el álbum anterior de Jackson, Damita Jo, que también abrió en el número dos con 381.000 copias vendidas en todo Estados Unidos en 2004.
20 Y.O. se convirtió en sus ventas más bajas en la primera semana desde The Velvet Rope (1997), que alcanzó el número uno con 202.000 copias. Sin embargo, el esfuerzo debutó en lo más alto de la lista Top R&B/Hip-Hop Albums.
Jackson planeaba embarcarse en una gira para promocionar "20 Y.O." alrededor de marzo de 2007, y los ensayos comenzaron a finales del año anterior. Según un informe de Billboard de septiembre de 2006, ella y sus coreógrafos estaban trabajando en ideas para una gira mundial, pero la cantante todavía no estaba preparada para compartir esas ideas. Sin embargo, la gira sin título fue cancelada después de que ella firmó un contrato discográfico con Island Records, y los ejecutivos de la compañía le pidieron que grabara un nuevo álbum en su lugar, que se convirtió en Discipline (2008).

## Reconocimientos
| Año  | Premio                  | Categoría                                      | Nombre       | Resultado | Ref.   |
| ---- | ----------------------- | ---------------------------------------------- | ------------ | --------- | ------ |
| 2006 | Nielsen Broadcast Award | 50,000 Spins Award                             | "Call On Me" | Ganador   | [ 11 ] |
| 2007 | Grammy Award            | Grammy Award por Mejor Álbum R&B Contemporáneo | 20 Y.O.      | Nominado  | [ 12 ] |

## Posicionamiento en las listas
| Lista (2006)                          | Posición más alta |
| ------------------------------------- | ----------------- |
| Australia (ARIA)                      | 55                |
| Bélgica (Ultratop Flanders)           | 58                |
| Belgian Albums (Ultratop Wallonia)    | 22                |
| Canadá (Billboard)                    | 4                 |
| Países Bajos (Album Top 100)          | 34                |
| European Top 100 Álbumes (Billboard)  | 43                |
| Francia (SNEP)                        | 32                |
| Alemania (Offizielle Top 100)         | 46                |
| Italia (FIMI)                         | 21                |
| Japón (Oricon)                        | 7                 |
| Nueva Zelanda (Recorded Music NZ)     | 56                |
| Suecia (Sverigetopplistan)            | 57                |
| Suiza (Schweizer Hitparade)           | 35                |
| Taiwán (Five Music)                   | 9                 |
| Reino Unido (UK Albums Chart)         | 63                |
| Reino Unido (UK R&B Albums)           | 14                |
| Estados Unidos (Billboard 200)        | 2                 |
| US Top R&B/Hip-Hop Albums (Billboard) | 1                 |